# Enzo Amore
Eric Anthony Arndt (Hackensack, 8 de novembro de 1986) é um lutador estaduniense de luta livre profissional, mais conhecido por sua passagem na WWE sob o nome no ringue de Enzo Amore, onde foi campeão dos Pesos-Médios.

## Início da vida
Arndt nasceu em Hackensack, Nova Jérsei mas cresceu em Waldwick, Nova Jérsei. Lá, ele participou da Memorial Elementary School e da Waldwick High School, onde ele também jogo futebol. Arndt continuou sua carreira na Division III (NCAA) Salisbury University, jogando como linebacker e safety pelos Sea Gulls de 2007 á 2009. Arndt também se formou em jornalismo. Ele trabalhou anteriormente como disc jockey para os New York Jets, como um piano mover e como um gerente nos Hooters.

## Carreira na luta livre profissional

### WWE

#### NXT (2012–2016)
Arndt não teve nenhuma experiência no wrestling profissional antes da WWE o contratá-lo. Ele havia treinado com Joe DeFranco na academia DeFranco's Training Systems Wyckoff, Nova Jérsei desde que tinha 16 anos. Por acaso, o executivo da WWE Triple H também havia começado a treinar com DeFranco; Arndt, um fã de longa data de wrestling profissional, fez um vídeo com compilações dele mesmo fazendo exercícios e fazendo uma promo. Quando DeFranco mostrou o vídeo a Triple H, Arndt ganhou uma oportunidade de fazer um tryout na WWE, resultando em sua contratação. Em agosto de 2012, WWE anunciou que havia assinado com Arndt, sob o ring name Eric Anthony. Ele foi listado como lutador com o ring name de Enzo Amore no território de desenvolvimento da WWE, NXT em novembro de 2012.

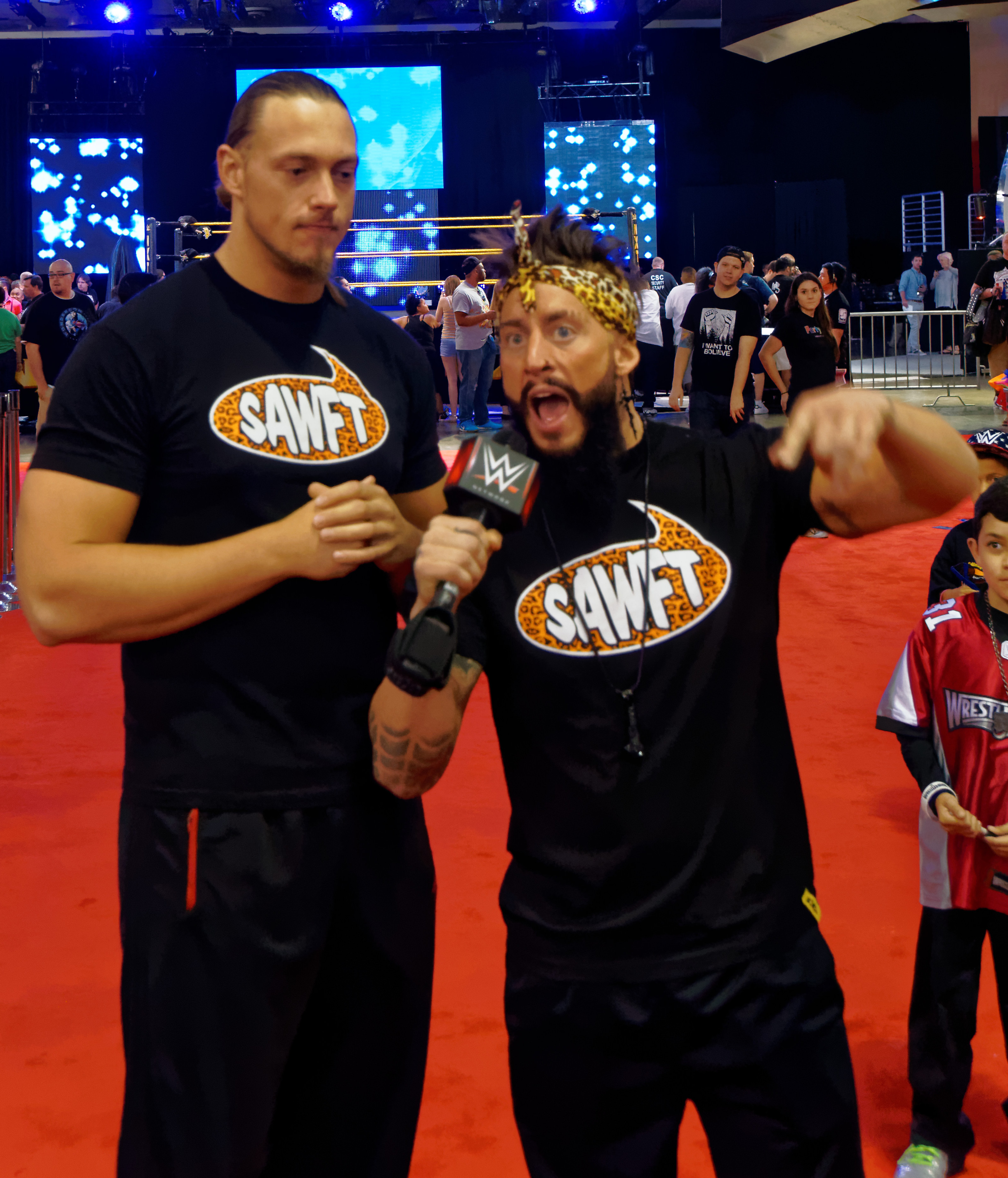
Amore (direita) com Colin Cassady no WrestleMania Axxess em março de 2015

Amore fez a sua estréia na televisão no NXT, sendo descrito como um "estereótipo arrogante, Jersey Shore falastrão" e "versão descomunal do homem que joga a parte", em 22 de maio de 2013, onde ele foi rapidamente derrotado por Mason Ryan. Amore passou a formar uma aliança com Colin Cassady, que também havia perdido para Ryan em sua estréia, com eles se autodenominando "the realest guys in the room". Na vida real, Arndt (Amore) já conhecia Bill Morrissey (Cassady) quando Morrissey tinha 15 anos, quando eles jogaram basquete juntos no The Cage de Manhattan, New York 10 anos antes de se reunirem no NXT em agosto de 2013.
Apesar da aliança entre Amore e Cassady, Ryan os derrotou facilmente em lutas individuais consecutivas em julho, mas perdeu para eles em uma luta handicap. Ryan conseguiu se sair por cima de Amore e Cassady quando ele causou um ataque dos Tons of Funk em cima de ambos. Depois da rivalidade com Ryan, Amore e Cassady passaram a rivalizar com Alexander Rusev, Sylvester Lefort e Scott Dawson. Em 25 de setembro no episódio do NXT, Amore e Cassady participaram de uma luta gauntlet por uma oportunidade pelo NXT Tag Team Championship; eles começaram a luta, primeiro derrotando C.J. Parker e Tyler Breeze, e depois derrotando Rusev e Dawson, mas perderam para seus oponentes finais, The Ascension.

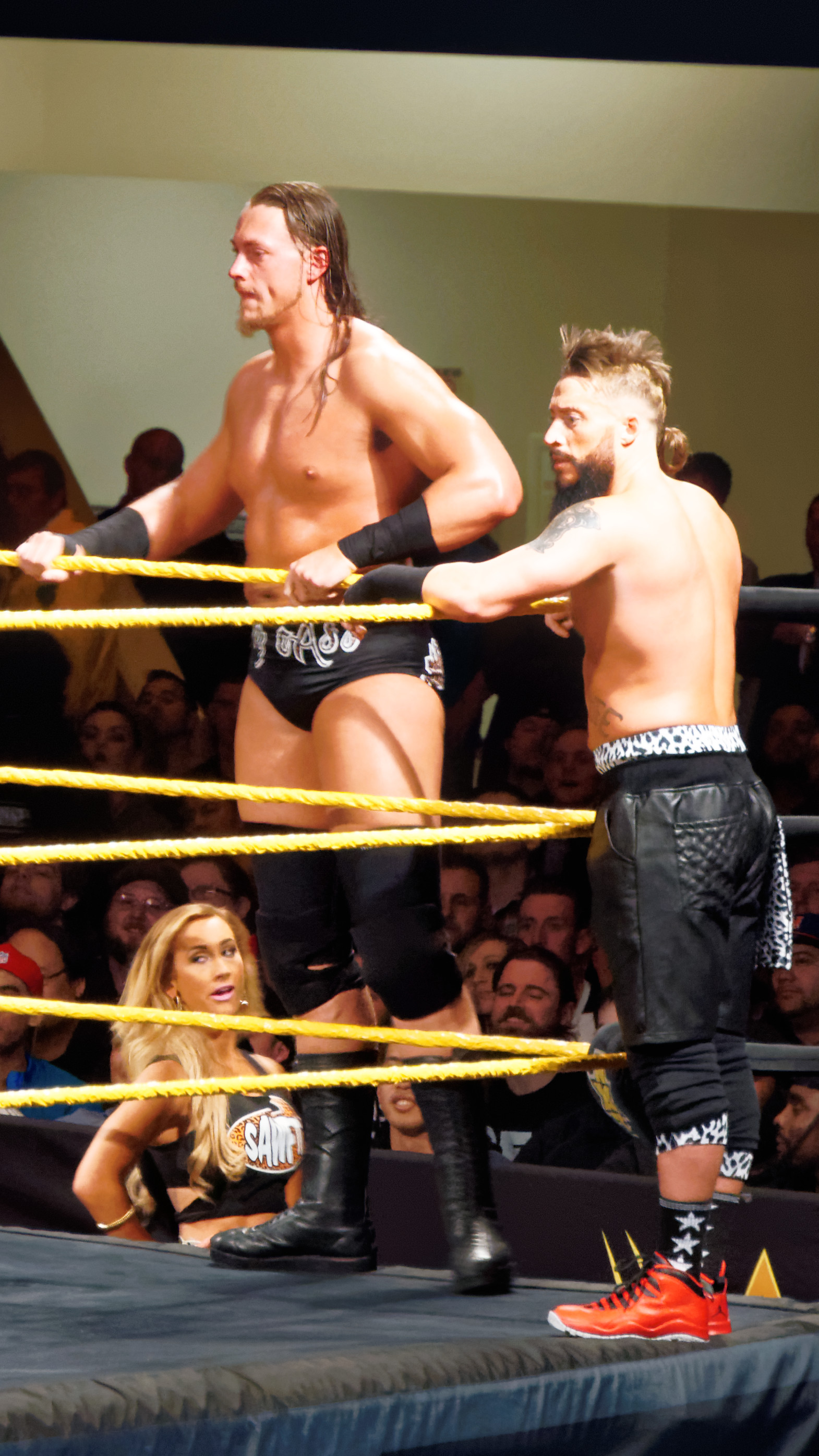
Amore e Cassady com Carmella como manager em março de 2015

Em novembro de 2013, Amore quebrou a perna enquanto treinava. Amore returnou em 26 de junho de 2014 no episódio do NXT, salvando Cassady de um ataque de Sylvester Lefort e Marcus Louis. No início de agosto, Amore e Cassady participaram do torneio pelo NXT Tag Team Championship. Eles derrotaram Jason Jordan e Tye Dillinger na primeira rodada mas foram eliminados pelos The Vaudevillains (Aiden English e Simon Gotch) na segunda rodada. Lefort e Louis renovaram sua rivalidade com Amore e Cassady após atacá-los e raspar a barba de Amore. Como resultado, Amore desafiou Lefort para uma luta em que o perdedor teria que raspar o cabelo como resultado no NXT TakeOver: Fatal 4-Way. Amore venceu a luta mas Lefort fugiu rapidamente, deixando seu parceiro, Louis, a perder seu cabelo e suas sobrancelhas nas mãos de Amore e Cassady.
Amore e Cassady formaram uma aliança com a estreante Carmella. Os dois acidentalmente custaram o emprego de Carmella como cabeleireira como parte da história, fazendo ela exigir um emprego como lutadora. Carmella sua estreia televisionada no ringue em 16 de outubro de 2014 no episódio do NXT. Entre os treinadores do NXT, Amore apontou Bill DeMott e Dusty Rhodes como sendo os responsáveis pela sua formação e suas promos.
Em 11 de março de 2015 no episódio do NXT, Amore e Cassady derrotaram The Lucha Dragons em uma luta que determinaria os desafiantes número um ao NXT Tag Team Championship. No NXT TakeOver: Unstoppable, Amore e Cassady enfrentaram Blake e Murphy pelo título sem sucesso, depois da interferência de Alexa Bliss. Em dezembro, Amore e Cassady começaram uma rivalidade com Dash Wilder e Scott Dawson, The Revival, onde eles o desafiaram pelo NXT Tag Team Championship no NXT TakeOver: London e no WWE Roadblock novamente sem sucesso.

#### Plantel principal (2016–2018)
Em 4 de abril no episódio do Raw, Amore e Cassady fizeram suas estreias no plantel principal, confrontando os Dudley Boyz. Em 14 de abril no episódio do SmackDown, Amore e Cassady derrotaram The Ascension na primeira rodada do torneio que determinaria os desafiantes número um ao WWE Tag Team Championship e derrotaram os Dudley Boyz para avançaram para a final no Payback. No Payback, Amore sofreu uma lesão legítima quando ele atingiu a segunda corda do ringue, fazendo seu pescoço virar para trás e bater sua cabeça no apron do ringue. Amore ficou sem movimento, resultando no fim da luta e Enzo logo após sendo levado ao hospital. Durante o evento, foi anunciado que Amore sofreu uma concussão e nenhuma outra lesão foi diagnostica. Ele foi liberado do hospital mais tarde naquela noite. Ele fez o seu retorno em 23 de maio no episódio do Raw acompanhando Big Cass ao ringue para sua luta contra Bubba Ray Dudley. Amore e Cass competiram em uma luta de quatro duplas pelo WWE Tag Team Championship no Money in the Bank, mas não conseguiram derrotar os campeões The New Day.
No Raw de 4 de julho, após John Cena ser atacado pelo The Club, Amore e Cass o salvaram. Posteriormente, foi marcado um combate de trios entre as duas equipes no Battleground, onde a equipe de Cena, Amore e Cass saiu vencedora.
Foi demitido em 23 de janeiro de 2018 após alegações de agressão sexual feitas publicamente contra ele.

## No wrestling
- Movimentos de finalização
  - Tornado DDT, às vezes durante o diving no corner
  - Inverted stomp facebreaker
- Movimentos secundários
  - Chop drop na garganta do oponente, com teatralidades
  - Left-handed knockout punch com os joelhos juntos
- Com Colin Cassady/Big Cass
  - Movimentos de finalização de dupla
    - Bada Boom Shakalaka[37][38]
- Alcunhas
  - "E.A. All Day"
  - "A Certified G and A Bona-Fide Stud"[11]
  - "Jersey's Finest"[3]
  - "Realest Guy in the Room"[3]
  - "Smacktalker Skywalker"[3]
  - "The Michael Jordan of Jargon"[3]
  - "Muscles Marinara"
- Managers
  - Carmella[39]
- Temas de entrada
  - "SAWFT is a Sin" por CFO$ ft. Enzo Amore[40] (NXT/WWE; 30 de maio de 2014–23 de janeiro de 2018)

## Títulos e prêmios
- Pro Wrestling Illustrated
  - PWI o colocou na posição #226 dos 500 melhores lutadores individuais no PWI 500 em 2015[41]

- WWE
  - WWE Cruiserweight Championship (2 vezes)[42][43]

- WWE NXT
  - Dupla do Ano do NXT (2015) com Colin Cassady[44]

### Lutas de Apostas
| Vencedor            | Perdedor                  | Localidade       | Evento                    | Data                   | Notas             |
| ------------------- | ------------------------- | ---------------- | ------------------------- | ---------------------- | ----------------- |
| Enzo Amore (cabelo) | Sylvester Lefort (cabelo) | Orlando, Florida | NXT TakeOver: Fatal 4-Way | 11 de setembro de 2014 | [ 23 ] [ Nota 1 ] |

1. ↑  O aliado de Lefort Marcus Louis perdeu seu cabelo depois que Lefort fugiu.